# Corbulamella
Corbulamellinae
Sous-famille
Genre
Corbulamella est un genre fossile de mollusques bivalves de la famille des Corbulidae, de la sous-famille Corbulamellinae. Les différentes espèces appartenant à ce genre ont été trouvées dans des terrains datant de l'Éocène au Royaume-Uni, du Paléocène au Danemark et du Crétacé au Danemark, au Groenland, en Russie, et dans les Nord et Sud Dakota, aux États-Unis.

## Espèces
- † Corbulamella elegans (Sow., 1827) (syn. †Corbula elegans Sowerby J. de C.[3],[4],[5], 1827), une espèce éteinte du Crétacé trouvée en Tunisie
- † Corbulamella gregaria (Meek & Hayden, 1857)
- † Corbulamella plateaui (Corbula) Cossmann, 1902
- † Corbulamella suffalciata Wade, 1926